# Castel Madama
Castel Madama – miejscowość i gmina we Włoszech, w regionie Lacjum, w prowincji Rzym.
Według danych na rok 2004 gminę zamieszkiwało 6340 osób, 226,4 os./km².

## Współpraca
Miejscowości partnerskie:
- La Roda de l'Andalusia, Hiszpania
- Oudenaarde, Belgia